# Крутец (городской округ Семёновский)
Круте́ц — деревня в городском округе Семёновский. Входит в состав Тарасихинского сельсовета.

## Описание
Расположена в 11 км от административного центра сельсовета — Посёлка станции Тарасиха и 54 км от областного центра — Нижнего Новгорода. Название произошло от местности на которой стоит деревня, а именно на крутом правом берегу реки Линда.
| 2002 | 2010 |
| ---- | ---- |
| 1    | →1   |

## География
Деревня расположена на правом берегу реки Линды, севернее оврага Безымянный